# ریتانگ (بوتان)
ریتانگ (به لاتین: Ritang) یک منطقهٔ مسکونی در بوتان (کشور) است که در Wangdue Phodrang District واقع شده‌است.